# La suegra (Terencio)

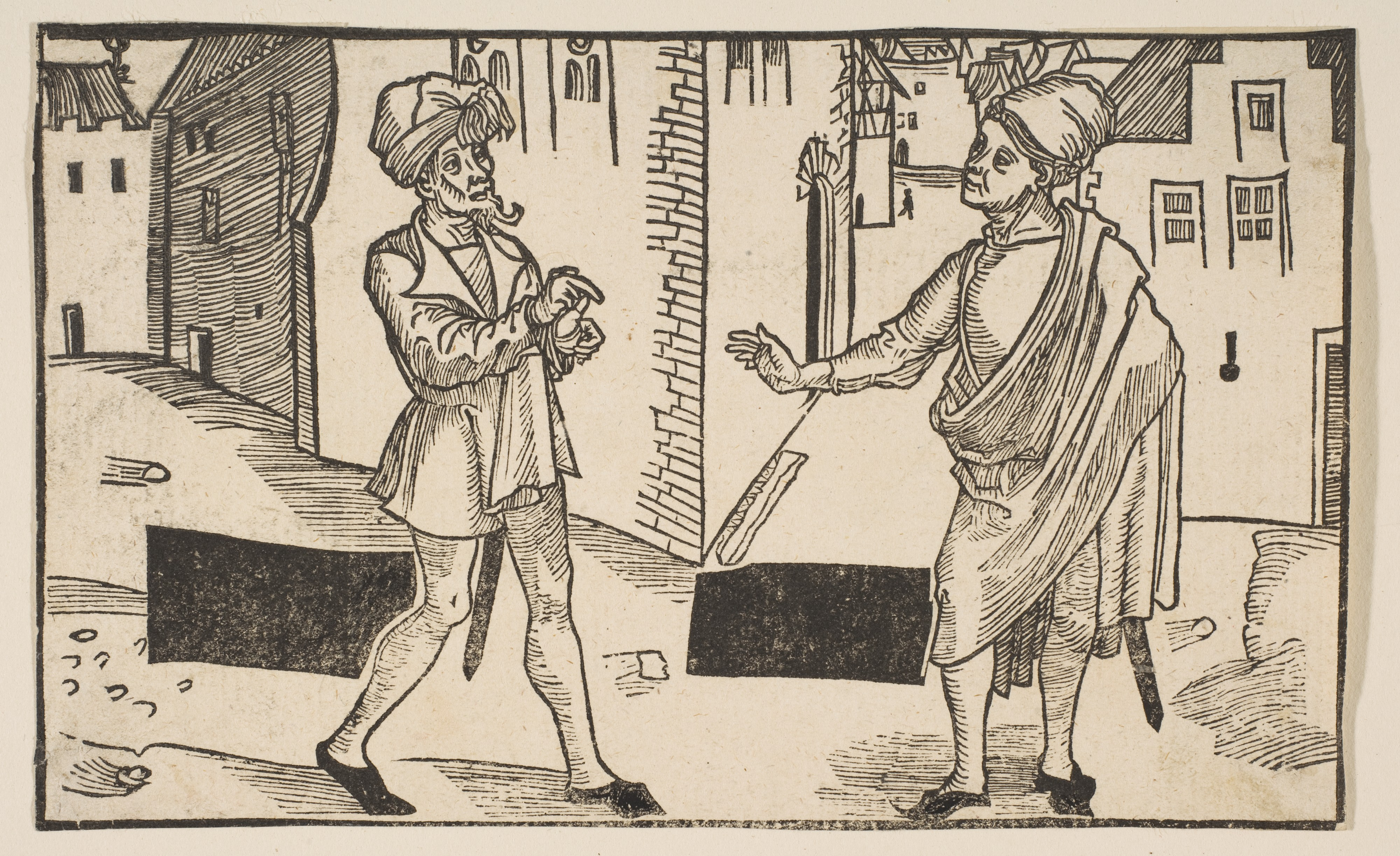
Ilustración de la comedia, siglo XVIX.

La suegra, cuyo título original es Hecyra, probablemente sea una de las comedias más recordadas de Terencio por no haberla podido representar íntegra hasta el tercer intento.
Se han conservado dos didascalias de esta obra, según las cuales, la obra se representó por primera vez siendo ediles curules Sexto Julio César y Gneo Cornelio Dolabela, (primeros de abril del año 165 a. C.). Según la didascalia transmitida por Α, conocido por códice de Bembino, la obra fue representada en los Juegos Megalenses, mientras que en la didascalia transmitida por Σ, conocido como «recensión caliopea», se dice que la obra se representó en los Juegos Romanos. La primera vez que se representó se hizo sin prólogo. No pudo ser representada íntegramente la primera vez.
La segunda vez que se representó la obra fue durante el consulado de Gneo Octavio y Tito Manlio (año 164 a. C.). Se volvió a representar en los Juegos Fúnebres en honor de Lucio Emilio Paulo.
Repuesta por tercera vez siendo ediles curules Quinto Fulvio y Lucio Marcio (160 a. C.).
Según ambas didascalias, la música la compuso Flaco, un esclavo de Claudio. La comedia fue interpretada con flautas iguales.
Se cree que esta obra loca  sigue el modelo griego de La Suegrita (Ἐκυρά), una obra de Apolodoro de Caristo. El problema está en que la obra de Apolodoro se ha perdido y, por tanto, no se puede decir hasta qué punto Terencio fue original o no.
El lugar en el que transcurre la acción es una calle de Atenas.

## Argumento (Historia)
La obra se inicia cuando el esclavo Parmenón explica su situación a dos amigas, la cortesana Filotis y la anciana Sira. Su joven amo, Pánfilo, muy enamorado de la cortesana Báquide, cediendo a los ruegos de su padre Laques, ha renunciado a ser su “protector” para casarse con Filúmena, hija de una vecina. Fiel a su primer amor, Pánfilo se abstiene de consumar su matrimonio, con la esperanza de que Filúmena, cansada de su desprecio, tome la iniciativa y deshaga la unión; pero, en vista de la paciencia y del tacto de la mujer y de la brusquedad con la que lo trata Báquide, celosa, Pánfilo se aparta de esta y se enamora de su mujer. Mientras tanto ha muerto un pariente lejano y el joven tiene que emprender un largo viaje para cobrar la herencia. En su ausencia, Filúmena vive sola con Sóstrata, la madre de Pánfilo, ya que Laques estaba en el campo trabajando; suegra y nuera han vivido en armonía, hasta que un día Filúmena vuelve a casa de sus padres. La razón es que fue violada dos meses antes de casarse y está embarazada. Protegida por su madre, la joven decide deshacerse de la niña, pero Pánfilo, volviendo de su viaje, para en casa de sus suegros en ese mismo momento y huye indignado, al comprender que la recién nacida no puede ser suya. Mirrina le suplica que no descubra la infidelidad de su esposa, incluso propone anular el matrimonio. Esta es la resolución que toma Pánfilo, ligado a su mujer, pero a la vez rechaza ser el segundo plato de Filúmena. Laques y Fidipo, los padres de la pareja, no comprenden la resistencia de Pánfilo, que se excusa con el respeto debido a su madre, pero aun así Sóstrata decide retirarse al campo para no interponerse en la reconciliación de la pareja. Pánfilo persiste en la negativa, que, a pesar de estar entre acorralado entre los dos ancianos, comienza a dudar y parece inclinarse interiormente hacia lo que le pide el corazón. Pero Fidipo descubre el parto, salva a la criatura antes de que sea abandonada y mientras él y Laques, convencidos de que es hija de Pánfilo, lo van presionando cada vez más, este se siente firmemente convencido de que debe romper el matrimonio, que le obligaría a adoptar la hija de un desconocido. Los dos ancianos ya no ven otra explicación a su negativa que su viejo amor por Báquide, y Mirrina les hace creer más en esta sospecha. Los ancianos deciden alejar a Báquide de Pánfilo.
Finalmente esto provoca el desenlace: Báquide asegura al viejo Laques que no ha vuelto a ver a Pánfilo desde su boda. Este la convence de que vaya a ver a Mirrina y Filúmena y las convenza de no disolver el matrimonio. Así lo hace y éstas reconocen en su dedo un anillo que el violador le robó a Filúmena. Báquide recuerda se lo dio Pánfilo y así se descubre que es el verdadero padre de la criatura, y se descarta el divorcio.

## Personajes
Pánfilo: el joven marido indeciso, obstinado, enamorado y, a la vez, rencoroso. Celoso del bienestar de su mujer pero incapaz de soportar la ofensa y perdonarla. Se le puede considerar el «típico» joven de Terencio, caracterizado por el respeto a los padres.
Matronas (Sóstrata y Mírrima): las matronas terecianas se caracterizan por ser mujeres buenas, virtuosas y comprensivas. En esta obra la matrona Sóstrata está dispuesta a hacer cualquier cosa con el fin de no perjudicar a su hijo y a la familia, soportando las injustificadas acusaciones.
Filúmena: que en ningún momento sale a escena, es una sacrificada esposa que soporta los desprecios del marido, consiguiendo que se enamore de ella.
Ancianos (Laques y Fidipo): preocupados el bienestar de sus hijos y respetuosos, pero, a la vez, ridículos o grotescos.
Báquide: cortesana. Es una mujer noble, en ningún momento es malvada. Es una mujer que va más allá de estar resentida con Pánfilo por haberla abandonado, e incluso le ayuda y salva su matrimonio yendo a hablar con su esposa y la madre de esta.
Parmenón: esclavo, cuya función en esta obra es la de hacer una exposición. En muchos momentos se le manda fuera de la escena para que no se percate de nada.
Filotis: cortesana.
Sira: anciana.
Sosias: esclavo.

## Valoración crítica
A pesar de que la La suegra no cosechó del favor del público, muchos estudiosos creen que no fue un fracaso, pero no ello se puede asegurar porque es la única comedia de la que no se conservan datos para suponer reposiciones posteriores.

## Posteridad
La influencia no es muy destacada, aunque se pueden detectar obras que sí que están influenciadas por ésta ya a partir del siglo XVI. Benedetto Varchi, en La suocera (1557), traduce versos y su obra se asemeja mucho a la Hecyra, y Ariosto, en Negromante (1530), contamina situaciones de Andria, Phormio y Hecyra. En el siglo XVII español, Cervantes presenta un cuadro de familia análogo al terenciano en una de las Novelas ejemplares (1613), concretamente en La fuerza de la sangre. En el siglo XVIII se han visto reminiscencias e influjos en The Charitable Association (1778) de Henry Brooke y en Die Marquise con O... de Heinrich von Kleist, que escribió a caballo entre los siglo XVIII y XIX. En el siglo XIX destaca Alexandre Dumas (hijo), que en La dama de las camelias (1848) recuerda a Terencio por el mismo ideal de humanitas, de comprensión humana.